# Dones de poble
Dones de poble és una pintura (oli sobre tela) de 75,5 × 100,2 cm realitzada per Joaquim Torres i García l'any 1911, la qual es troba al Museu Nacional d'Art de Catalunya.

## Context històric i artístic
El paper de capdavanter de Torres i García en el noucentisme va tindre el doble vessant de teòric i de pintor. Com a teòric de l'art, va defensar la necessitat de definir un art nacional que entronqués directament amb el classicisme mediterrani, evitant al mateix temps un art massa local i les influències nòrdiques. Com a pintor, va contribuir decisivament a fixar les característiques fonamentals de la pintura noucentista, tot incorporant en la seua obra pictòrica el sentit monumental i decoratiu del pintor francès Pierre Puvis de Chavannes, que havia introduït l'herència grecollatina a la seua pròpia concepció plàstica. La seua influència, però, es va anar diluint en favor d'una pintura molt més personal.
Fou adquirida el 1998 i el seu número de catàleg al MNAC és el 202509.

## Descripció
Dones de poble, obra duta a terme amb anterioritat a les pintures murals del Saló de Sant Jordi del Palau de la Generalitat de Catalunya, és una bona mostra del classicisme que Torres i García conreava aleshores i que responia als trets essencials del seu ideari. Feta a la manera d'una pintura mural, amb formes sintètiques, pinzellades planes, siluetes ben delineades, colors clars, fons de paisatge mediterrani i atmosfera de serenitat i harmonia, aquesta tela exemplifica l'evocació de l'Arcàdia. Pocs anys després, Torres i García va abandonar els postulats noucentistes en favor de l'avantguarda i va esdevindre una figura clau del constructivisme.